# Gottfried Grafström
Nils Gottfried Grafström, född 15 december 1934 i Örebro, är en svensk författare, dramatiker och journalist. 

## Biografi
Grafström tog studentexamen 1953 och gjorde därefter värnplikten samt utbildade sig till underofficer 1953–1954. Under tiden 1954–1958 studerade han vid Stockholms universitet, där han bland annat läste litteraturvetenskap, engelska, ryska och praktisk filosofi. 1957–1958 genomgick Grafström Borgarskolans dramatiska linje. År 1958 studerade han journalistik.
Han verkade som översättare 1958–1961, var redaktör för läkartidningen Puls 1961–1963, redaktör på Åhlén & Åkerlunds förlag 1963–1966, och frilans sedan 1966. 
Han var ordförande i Sveriges Dramatikerförbund 1979–1983. 
Grafström var sambo med författaren och debattören Eva Moberg från 1981 fram till hennes död 2011.

## TV-produktioner
- Skapelsens krona, 1981 (tillsammans med Eva Moberg)
- Liten tuva, 1985 (tillsammans med Eva Moberg)